# Popówka (miejsce pamięci narodowej)

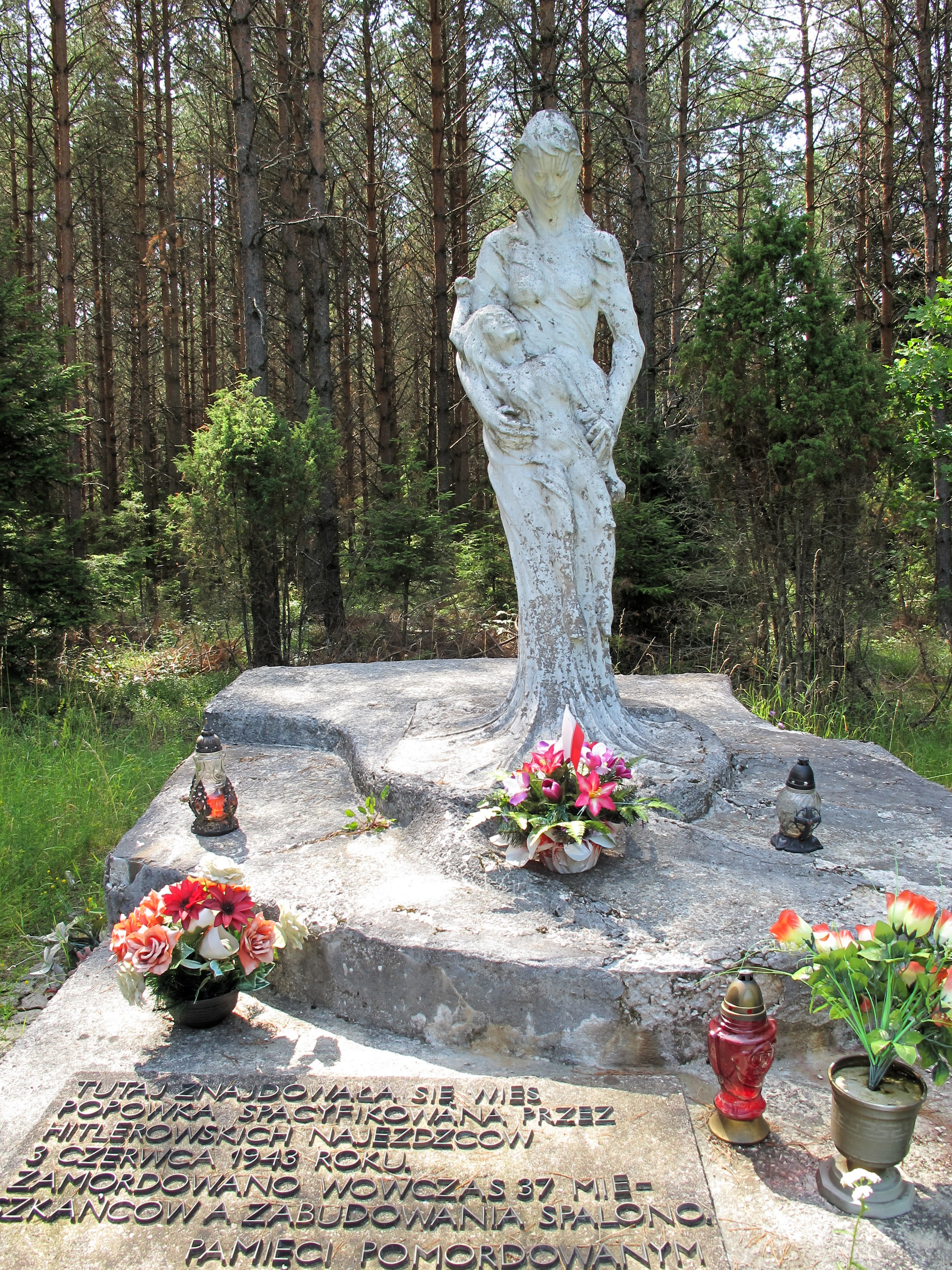
Pomnik w miejscu wsi

Popówka (biał. Папоўка) – miejsce pamięci narodowej, martyrologii narodów polskiego i białoruskiego. Do 1943 roku była to wieś znajdująca się na terenie dzisiejszej gminy Gródek w województwie podlaskim.

## Opis
Wieś została spacyfikowana w dniach 30 czerwca – 3 lipca 1943 roku przez niemieckich żandarmów z posterunków w Gródku i sąsiednich miejscowości. Pretekstem do pacyfikacji była współpraca mieszkańców Popówki z działającymi w pobliżu grupami radzieckich partyzantów. Rozstrzelano 37 osób, w tym 16 dzieci, a zabudowania rozebrano lub spalono. Z masakry ocalała jedna osoba, której udało się ukryć w zbożu, a według innej wersji – w piecu do pieczenia chleba.
Egzekucji dokonano na terenie cmentarza żydowskiego w Gródku – znajduje się tam obelisk upamiętniający to zdarzenie. W 1946 roku szczątki ofiar ekshumowano i przewieziono na cmentarz prawosławny w Królowym Moście, gdzie dokonano ich uroczystego pochówku w zbiorowej mogile. 
Wieś przestała istnieć, a w miejscu, gdzie się znajdowała, w 1982 roku, został postawiony pomnik.
Dnia 14 listopada 2013 r. na prawosławnym cmentarzu parafialnym w Królowym Moście odsłonięto pomnik ku czci pomordowanych mieszkańców Popówki. Zamordowanych mieszkańców Popówki upamiętnia także pomnik prawosławnych mieszkańców Białostocczyzny zabitych i zaginionych w latach 1939–1956 znajdujący się w Białymstoku.